# Курайш-хан II
Курайш-хан II (?—1618) — хан Могульского ханства (1618). Сын Йунус-султана.
Был провозглашён ханом ишикагой Абу-л-Ма'ани и хакимом Сарыкола Мухаммад-Касимом после убийства Шуджа ад-Дин Ахмад-хана. Когда в Кашгар дошло известие об убийстве хана и объявлении ханом Курайш-султана, Абд ал-Латиф-хан I тут же выступил на Яркенд и в местности Рабатчи взял верх над узурпатором. По утверждению Махмуда бен Вали, правление Курайш-хана II продолжалось всего девять дней. Впоследствии был убит вместе со своим братом.